# V-30
La Circumval·lació de València,  V-30  és una autovia que discorre pel sud i l'oest de la ciutat de València, comunicant de manera ràpida el Port de València amb l'autovia A-7 en el tram del By-pass de la ciutat.
Constitueix l'únic accés al Port de València per al transport de mercaderies, raó per la qual es veu habitualment saturada en hores punta al sumar el trànsit de camions procedents del port o amb destinació al port amb el trànsit de vehicles del sud de València o de veïns de l'Àrea Metropolitana.
És completada al nord de la ciutat per l'autovia CV-30 que rodeja la ciutat de València pel nord amb un tram d'autovia i un tram de via urbana (avinguda dels Germans Machado o Ronda Nord).

## Nomenclatura

Indicador

V-30  és la nomenclatura oficial de la via, formada per: V que indica que és una autovia urbana pertanyent a la Xarxa de Carreteres de l'Estat a l'àrea de València; i 30, ja que és el tercer cinturó complet de la ciutat de València (en l'època de la seua construcció). No obstant això, avui dia existeixen 4 cinturons interiors de caràcter urbà: la Ronda Interior (antic recorregut de la Muralla cristiana), les Grans Vies (que no rodegen totalment la ciutat), la Ronda de Trànsits (antic Camí de Trànsits) i finalment els Bulevards o Rondes Perifèriques (Ronda Nord i Ronda Sud).

## Història
L'origen de la  V-30  es remunta a la construcció del Pla Sud que va ser finalitzat en 1972. Al principi, el recorregut discorria entre el Port de València i Quart de Poblet. Posteriorment va ser construït el tram entre Quart de Poblet i l'Autovia del Mediterrani (A-7), al costat del Polígon Industrial Fuente del Jarro (Paterna). La seua anterior nomenclatura era Autovia N-335, i des de la nova nomenclatura de 2003 es denomina V-30.

## Traçat actual

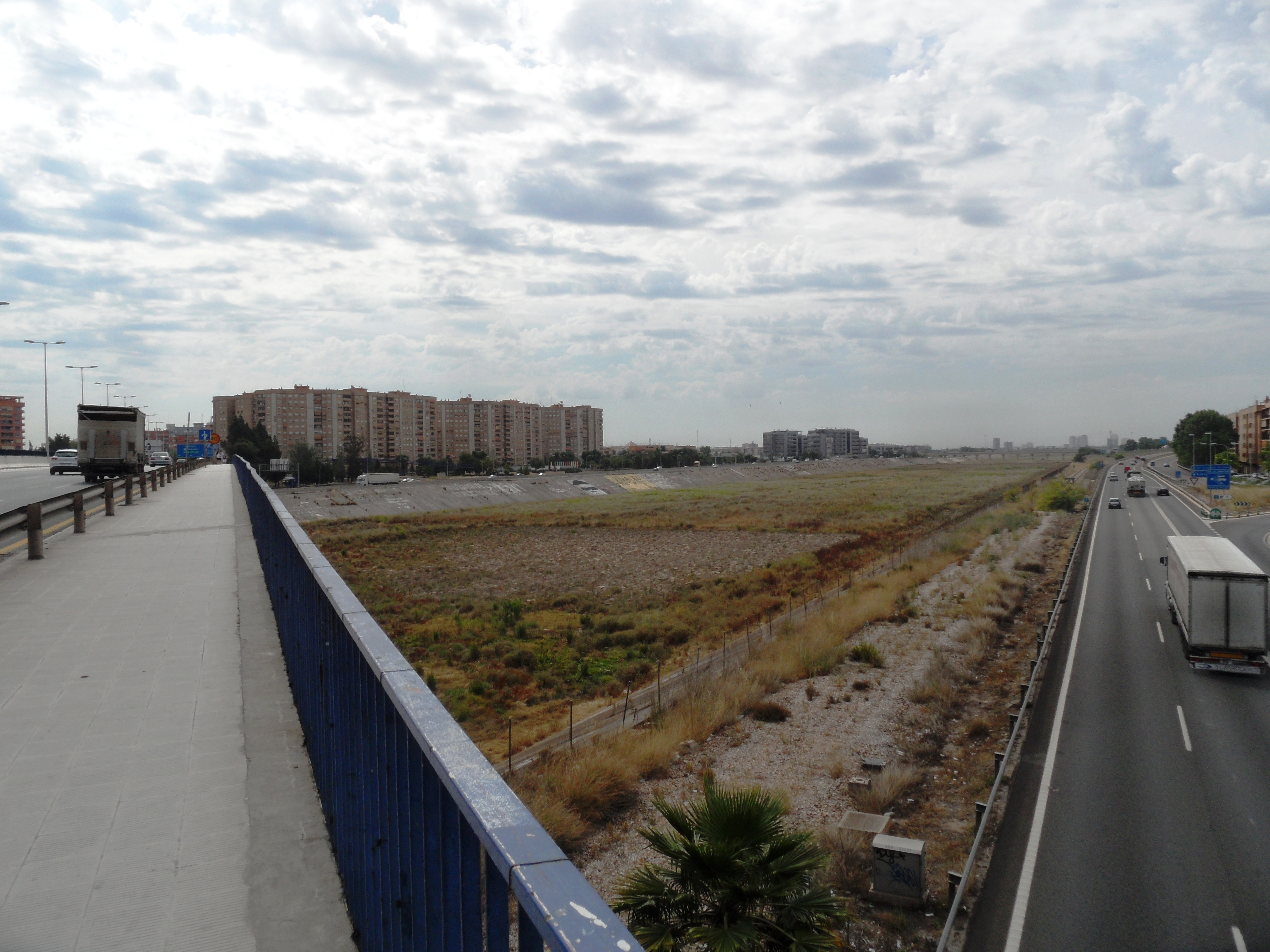
V-30 vers el sud. Pont de Xirivella i nou llit del Túria

Els 17 quilòmetres de longitud s'inicien en l'enllaç amb els accessos al port (N-335), a la CV-500 (coneguda també com l'Autovia del Saler) i a la pedania valenciana de Pinedo.
Té enllaços amb tots els accessos sud i oest a la ciutat. Entre els més importants des del seu inici destaquen: V-31 (Pista de Silla en direcció a Alacant i Albacete), CV-400 (Avinguda del Sud cap als pobles de L'Horta Sud), CV-36 (Autovia de Torrent cap al municipi de Torrent), A-3 (Autovia de l'Est en direcció a l'Aeroport de València i Madrid) i CV-30 (Ronda Nord amb accés a les eixides nord de la ciutat com la CV-31 a la Fira de Mostres, la CV-35 a Llíria i Ademús, i al Bulevard Nord).
El seu recorregut discorre paral·lel al nou llit del riu Túria des de la seua desembocadura vorejant la capital pel sud i poblacions de l'àrea metropolitana com: Benetússer, Sedaví, Alfafar, Paiporta, Xirivella, Mislata i Quart de Poblet. Des de Quart de Poblet fins a arribar a l'Autovia del Mediterrani voreja el recorregut natural del riu creuant el terme municipal de Paterna i donant accés també al municipi de Manises.
Acaba el seu recorregut en l'enllaç amb l'A-7 en el seu tram del By-pass de València a l'altura del Polígon industrial Fuente del Jarro (Paterna), amb direcció nord cap a Castelló i Barcelona i direcció sud cap a Alacant i Madrid.

## Futur
S'han presentat projectes i idees per al tancament nord de la infraestructura per a comunicar també amb els municipis de L'Horta Nord, però les protestes d'ajuntaments i altres entitats com defensors del paisatge tradicional de L'Horta de València han frenat qualsevol iniciativa.
L'alternativa més plausible discorreria des de l'actual CV-30 prop del terme de Burjassot travessant els camps de l'horta de Poble Nou i Carpesa per a connectar amb la CV-315 (Camí de Montcada), i aprofitaria un o els dos marges del canalitzat Barranc del Carraixet pels termes municipals de Bonrepòs i Mirambell, Tavernes Blanques, Almàssera i Alboraia, per a comunicar amb la CV-300 i finalment arribar a la desembocadura del barranc i enllaçar amb l'autovia V-21.
Importants inconvenients d'aquest projecte serien la destrucció i degeneració paisatgística de gran part de L'Horta de València i d'elements patrimonials com la Creu Coberta i el cementeri d'Almàssera, el Cementeri dels Ajusticiats (o Cementeri del Carraixet) i l'Ermita de la Mare de Déu dels Desemparats del Carraixet a Tavernes Blanques i l'Ermita del Miracle dels Peixets a Alboraia.

## Recorregut
| Velocitat       | Esquema                              | Eixida | Sentit Paterna (descendent)                                       | Sentit Port (ascendent)                                                        | Carretera         | Notes |
| --------------- | ------------------------------------ | ------ | ----------------------------------------------------------------- | ------------------------------------------------------------------------------ | ----------------- | ----- |
|                 | Autovia o autopista                  |        | Començament de la Circumval·lació de València                     | Fi de la Circumval·lació de València                                           | Port de València  |       |
| Limitació a 40  | Duana en autovia                     |        | Eixida del Port de València                                       | Duana d'accés al Port de València Excepte Autoritzats                          |                   |       |
| Limitació a 100 | Sortida-entrada autovia              | 0AB    |                                                                   | València - El Saler Pinedo                                                     | CV-500 CV-5010    |       |
| Limitació a 100 | Sortida-entrada autovia              | 1      | Castellar - L'Oliverar Mercavalència                              | Castellar - L'Oliverar Mercavalencia                                           |                   |       |
| Limitació a 100 | Sortida-entrada autovia              | 2AB/3  | València Alacant - Albacete                                       | València Alacant - Albacete                                                    | V-31              |       |
| Limitació a 100 | Sortida-entrada autovia              | 3B     | Camí de Malilla                                                   | Forn d'Alcedo                                                                  |                   |       |
| Limitació a 100 | Sortida-entrada autovia              | 4      | València Carrer de José Soto Micó                                 | La Torre                                                                       |                   |       |
| Limitació a 100 | Intercanviador                       | 4/6    | València Carrer Sant Vicent Màrtir Benetússer - Catarroja         | València Carrer Sant Vicent Màrtir Benetússer - Catarroja                      | CV-400            |       |
| Limitació a 100 | Sortida-entrada autovia              | 5/7    | València Carrer de l'Arxiduc Carles Torrent                       | València Carrer de l'Arxiduc Carles Torrent                                    | CV-36             |       |
| Limitació a 100 | Sortida-entrada autovia              | 8      | Avinguda Tres Forques Avinguda del Cid Centro Comercial           |                                                                                |                   |       |
| Limitació a 100 | Intercanviador                       | 9      | Madrid - Aeroport                                                 | Xirivella - València Madrid - Aeroport                                         | A-3 E-901         |       |
| Limitació a 100 | Sortida-entrada autovia              |        | Mislata Quart de Poblet                                           |                                                                                |                   |       |
| Limitació a 100 | Final d'autovia i enllaç amb autovia | 11     | Ademús - Llíria Paterna - Fira de Mostres Ronda nord              | Mislata - Quart de Poblet Ademús - Llíria Paterna - Fira de Mostres Ronda nord | CV-35 CV-31 CV-30 |       |
| Limitació a 100 | Sortida-entrada autovia              | 12     | Paterna Manises                                                   | Paterna Manises                                                                | CV-371            |       |
| Limitació a 100 | Sortida-entrada autovia              | 14     | Paterna - Fira de Mostres - Polígon Industrial Manises - Aeroport | Paterna - Fira de Mostres - Polígon Industrial Manises - Aeroport              | CV-365 N-220 V-11 |       |
| Limitació a 100 | Final d'autovia i enllaç amb autovia | 16     | Alacant - Madrid Castelló - Barcelona                             | Alacant - Madrid Castelló - Barcelona                                          | A-7 E-15          |       |